# Ayoub Kara
Pour les articles homonymes, voir Kara.
Ayoub Kara (en hébreu : איוב קרא, également écrit Ayoob ou Ayub), né le 12 mars 1955 à Daliat el Karmel, est un homme politique druze israélien, membre du Likoud. 

## Biographie
Vivant à Isfiya dans le district de Haïfa, Ayoub Kara est député pour le Likoud à la Knesset de 1999 à 2006 et de nouveau de 2009 à 2013, période pendant laquelle il appartient au gouvernement de Benjamin Netanyahou comme vice-ministre du Développement du Néguev et de la Galilée.  
Placé en 39e position sur la liste Likoud-Israel Beytenou pour les élections législatives de 2013, il perd son siège de député puisque la coalition n'obtient que 31 sièges. Il le retrouve aux élections de 2015.

### Positions politiques
Il s'est opposé au désengagement de la bande de Gaza et soutient la colonisation israélienne en Cisjordanie.
Il s'est prononcé en faveur de bombardements « préventifs » sur l'Iran.
En 2004, il propose de décorer un officier israélien arrêté pour avoir achevé une écolière, ce qu'il qualifie d'« acte de bravoure ».
Il rencontre en 2010 Heinz-Christian Strache, le chef du Parti de la liberté d'Autriche (FPÖ), parti d’extrême droite comprenant des personnalités néofascistes, malgré les protestations des représentants de la communauté juive autrichienne. Il se justifie en déclarant : « selon mes recherches, le FPÖ est le seul parti en Autriche qui a soutenu Israël après le raid sur la flottille turque ».